# Venturia pedalis
Venturia pedalis är en stekelart som först beskrevs av Cresson 1865.  Venturia pedalis ingår i släktet Venturia och familjen brokparasitsteklar. Inga underarter finns listade i Catalogue of Life.